# Hisham Sharabi
Hisham Bashir Sharabi (Jaffa, 1927-Beirut, 2005) fue un historiador palestino.

## Biografía
Nacido el 4 de abril de 1927 en Jaffa, fue autor de títulos como Governments and Politics of the Middle East in the Twentieth Century (1962), Nationalism and revolution in the Arab world (the Middle East and North Africa) (1966), Arab Intellectuals and the West (1970) y Neopatriarchy: A Theory of Distorted Change in Arab Society (1988). También escribió textos autobiográficos como Al-Jamr wa-l-Ramad. Dhikrayat Muthaqqaf 'Arabi (1978)  y Suwar al-Madi: Sirah Dhatiyah (1993). Falleció el 13 de enero de 2005 en Beirut.